# أكاديمية ريفرز غرب لندن
أكاديمية ريفرز غرب لندن هي مدرسة ثانوية مختلطة تستقبل الطلاب من سن 11 إلى 18 سنة، تقع في مدينة فيلثام ، لندن ، إنجلترا. وهي متخصصة في الأعمال التجارية والمشاريع.
افتتحت المدرسة لتحل محل مدرسة لونجفورد المجتمعية.

## روابط خارجية
- الموقع الرسمي